# 善聰
善聰（?—?），字虞门，号眉宾，他他拉氏，满洲正红旗人。清朝政治人物。

## 生平
乾隆庚辰科举人，丙戌科进士。选翰林院庶吉士，后任甲午科同考官，官至吏部员外郎。

## 家族
族亲松齡 (乾隆进士)，乾隆二十六年进士；文宁，乾隆四十九年进士；广旉，道光十三年进士。